# فرودگاه بیگار
فرودگاه بیگار (به انگلیسی: Biggar Airport) یک فرودگاه همگانی است که یک باند فرود آسفالت دارد و طول باند آن ۷۶۲ متر است. این فرودگاه در کشور کانادا قرار دارد و در ارتفاع ۶۴۹ متری از سطح دریا واقع شده‌است.